# Tim Borowski
Tim Borowski (Neubrandenburg, 2 maggio 1980) è un allenatore di calcio, dirigente sportivo ed ex calciatore tedesco, di ruolo centrocampista.

## Carriera

### Giocatore

#### Club
Comincia la carriera nel Neubrandenburg 04, squadra della sua città natale. Scoperto dal Werder Brema, a sedici anni viene integrato nel settore giovanile del club.
Dopo aver militato nel Werder Brema II in Regionalliga Nord, entra a far parte della prima squadra nella stagione 2001-2002 e rimane un punto fermo della squadra per sei anni, agendo di solito da centrocampista sinistro nel 4-4-2 di Thomas Schaaf.
Nel giugno 2008, alla scadenza del contratto, si trasferisce al Bayern Monaco. Colleziona 26 presenze e 5 gol prima di tornare, il 22 luglio 2009, al Werder Brema, con cui firma un contratto di tre anni con opzione per il quarto.
Alla scadenza del contratto, all'inizio della stagione 2012 Borowski annuncia il proprio ritiro dall'attività a causa di non risolvibili problemi fisici alla caviglia destra.

#### Nazionale
Esordisce in Nazionale il 21 agosto 2002 a Sofia in Bulgaria-Germania (2-2).
Partecipa al campionato del mondo 2006 svoltosi in Germania, sostituendo l'indisponibile Michael Ballack nella prima partita della Germania contro la Costa Rica. Dopo quell'incontro disputato da titolare diviene la riserva di Torsten Frings o Bastian Schweinsteiger. Nell'importante sfida con l'Argentina, subentra nuovamente (75') fornendo un assist al compagno del Werder Brema Miroslav Klose, che sigla il gol del pareggio (80'). Realizza poi il quarto e decisivo calcio di rigore della serie per la Germania, che prevale per 4-2 dai tiri dal dischetto.
Dopo la prestazione contro l'Argentina, nella semifinale contro l'Italia, conclusasi con una sconfitta dopo i tempi supplementari, gioca dal primo minuto, poi sostituito da Bastian Schweinsteiger. Al termine dell'incontro accusa un infortunio che gli impedisce di partecipare alla finale per il terzo posto vinta dalla Germania contro il Portogallo.
Nell'estate del 2008 fa parte della squadra che partecipa al Campionato europeo in Svizzera ed Austria.

### Dopo il ritiro
Nel 2015 diventa il direttore sportivo del Werder Brema II, firmando un contratto triennale.
Il 30 ottobre 2017 viene scelto come nuovo vice allenatore della prima squadra, venendo poi confermato nell'incarico anche per i mesi successivi.

## Statistiche

### Cronologia presenze e reti in nazionale
| Cronologia completa delle presenze e delle reti in nazionale ― Germania | Cronologia completa delle presenze e delle reti in nazionale ― Germania | Cronologia completa delle presenze e delle reti in nazionale ― Germania | Cronologia completa delle presenze e delle reti in nazionale ― Germania | Cronologia completa delle presenze e delle reti in nazionale ― Germania | Cronologia completa delle presenze e delle reti in nazionale ― Germania | Cronologia completa delle presenze e delle reti in nazionale ― Germania | Cronologia completa delle presenze e delle reti in nazionale ― Germania |
| Data                                                                    | Città                                                                   | In casa                                                                 | Risultato                                                               | Ospiti                                                                  | Competizione                                                            | Reti                                                                    | Note                                                                    |
| ----------------------------------------------------------------------- | ----------------------------------------------------------------------- | ----------------------------------------------------------------------- | ----------------------------------------------------------------------- | ----------------------------------------------------------------------- | ----------------------------------------------------------------------- | ----------------------------------------------------------------------- | ----------------------------------------------------------------------- |
| 21-8-2002                                                               | Sofia                                                                   | Bulgaria                                                                | 2 – 2                                                                   | Germania                                                                | Amichevole                                                              | -                                                                       | 79’                                                                     |
| 11-10-2002                                                              | Sarajevo                                                                | Bosnia ed Erzegovina                                                    | 1 – 1                                                                   | Germania                                                                | Amichevole                                                              | -                                                                       | 46’                                                                     |
| 18-8-2004                                                               | Vienna                                                                  | Austria                                                                 | 1 – 3                                                                   | Germania                                                                | Amichevole                                                              | -                                                                       |                                                                         |
| 9-10-2004                                                               | Teheran                                                                 | Iran                                                                    | 0 – 2                                                                   | Germania                                                                | Amichevole                                                              | -                                                                       | 79’                                                                     |
| 17-11-2004                                                              | Lipsia                                                                  | Germania                                                                | 3 – 0                                                                   | Camerun                                                                 | Amichevole                                                              | -                                                                       | 80’                                                                     |
| 16-12-2004                                                              | Yokohama                                                                | Giappone                                                                | 0 – 3                                                                   | Germania                                                                | Amichevole                                                              | -                                                                       | 73’                                                                     |
| 21-12-2004                                                              | Bangkok                                                                 | Thailandia                                                              | 1 – 5                                                                   | Germania                                                                | Amichevole                                                              | -                                                                       |                                                                         |
| 26-3-2005                                                               | Celje                                                                   | Slovenia                                                                | 0 – 1                                                                   | Germania                                                                | Amichevole                                                              | -                                                                       | 84’                                                                     |
| 4-6-2005                                                                | Belfast                                                                 | Irlanda del Nord                                                        | 1 – 4                                                                   | Germania                                                                | Amichevole                                                              | -                                                                       | 73’                                                                     |
| 25-6-2005                                                               | Norimberga                                                              | Germania                                                                | 2 – 3                                                                   | Brasile                                                                 | Conf. Cup 2005 - Semifinale                                             | -                                                                       | 87’                                                                     |
| 17-8-2005                                                               | Rotterdam                                                               | Paesi Bassi                                                             | 2 – 2                                                                   | Germania                                                                | Amichevole                                                              | -                                                                       | 74’                                                                     |
| 7-9-2005                                                                | Brema                                                                   | Germania                                                                | 4 – 2                                                                   | Sudafrica                                                               | Amichevole                                                              | 1                                                                       |                                                                         |
| 8-10-2005                                                               | Istanbul                                                                | Turchia                                                                 | 2 – 1                                                                   | Germania                                                                | Amichevole                                                              | -                                                                       | 73’                                                                     |
| 12-10-2005                                                              | Amburgo                                                                 | Germania                                                                | 1 – 0                                                                   | Cina                                                                    | Amichevole                                                              | -                                                                       |                                                                         |
| 12-11-2005                                                              | Saint-Denis                                                             | Francia                                                                 | 0 – 0                                                                   | Germania                                                                | Amichevole                                                              | -                                                                       | 76’                                                                     |
| 1-3-2006                                                                | Firenze                                                                 | Italia                                                                  | 4 – 1                                                                   | Germania                                                                | Amichevole                                                              | -                                                                       | 67’                                                                     |
| 22-3-2006                                                               | Dortmund                                                                | Germania                                                                | 4 – 1                                                                   | Stati Uniti                                                             | Amichevole                                                              | -                                                                       | 67’                                                                     |
| 27-5-2006                                                               | Friburgo                                                                | Germania                                                                | 7 – 0                                                                   | Lussemburgo                                                             | Amichevole                                                              | -                                                                       |                                                                         |
| 30-5-2006                                                               | Leverkusen                                                              | Germania                                                                | 2 – 2                                                                   | Giappone                                                                | Amichevole                                                              | -                                                                       | 14’ 63’                                                                 |
| 2-6-2006                                                                | Mönchengladbach                                                         | Germania                                                                | 3 – 0                                                                   | Colombia                                                                | Amichevole                                                              | 1                                                                       | 62’                                                                     |
| 9-6-2006                                                                | Monaco di Baviera                                                       | Germania                                                                | 4 – 2                                                                   | Costa Rica                                                              | Mondiali 2006 - 1º turno                                                | -                                                                       | 72’                                                                     |
| 14-6-2006                                                               | Dortmund                                                                | Germania                                                                | 1 – 0                                                                   | Polonia                                                                 | Mondiali 2006 - 1º turno                                                | -                                                                       | 77’                                                                     |
| 20-6-2006                                                               | Berlino                                                                 | Ecuador                                                                 | 0 – 3                                                                   | Germania                                                                | Mondiali 2006 - 1º turno                                                | -                                                                       | 66’ 75’                                                                 |
| 24-6-2006                                                               | Monaco di Baviera                                                       | Germania                                                                | 2 – 0                                                                   | Svezia                                                                  | Mondiali 2006 - Ottavi di finale                                        | -                                                                       | 72’                                                                     |
| 30-6-2006                                                               | Berlino                                                                 | Germania                                                                | 1 – 1 dts (5 – 3 dtr)                                                   | Argentina                                                               | Mondiali 2006 - Quarti di finale                                        | -                                                                       | 74’                                                                     |
| 4-7-2006                                                                | Dortmund                                                                | Germania                                                                | 0 – 2 dts                                                               | Italia                                                                  | Mondiali 2006 - Semifinale                                              | -                                                                       | 40’ 73’                                                                 |
| 16-8-2006                                                               | Gelsenkirchen                                                           | Germania                                                                | 3 – 0                                                                   | Svezia                                                                  | Amichevole                                                              | -                                                                       |                                                                         |
| 2-9-2006                                                                | Stoccarda                                                               | Germania                                                                | 1 – 0                                                                   | Irlanda                                                                 | Qual. Euro 2008                                                         | -                                                                       | 84’                                                                     |
| 7-2-2007                                                                | Düsseldorf                                                              | Germania                                                                | 3 – 1                                                                   | Svizzera                                                                | Amichevole                                                              | -                                                                       | 46’                                                                     |
| 17-11-2007                                                              | Hannover                                                                | Germania                                                                | 4 – 0                                                                   | Cipro                                                                   | Qual. Euro 2008                                                         | -                                                                       | 66’                                                                     |
| 21-11-2007                                                              | Francoforte                                                             | Germania                                                                | 0 – 0                                                                   | Galles                                                                  | Qual. Euro 2008                                                         | -                                                                       |                                                                         |
| 16-6-2008                                                               | Vienna                                                                  | Austria                                                                 | 0 – 1                                                                   | Germania                                                                | Euro 2008 - 1º turno                                                    | -                                                                       | 90’                                                                     |
| 19-6-2008                                                               | Basilea                                                                 | Portogallo                                                              | 2 – 3                                                                   | Germania                                                                | Euro 2008 - Quarti di finale                                            | -                                                                       | 73’                                                                     |
| Totale                                                                  |                                                                         | Presenze                                                                | 33                                                                      |                                                                         | Reti                                                                    | 2                                                                       |                                                                         |

## Palmarès

### Club

#### Competizioni nazionali
- Campionato tedesco: 1

Werder Brema: 2003-2004
- Coppa di Germania: 1

Werder Brema: 2003-2004
- Coppa di Lega tedesca: 1

Werder Brema: 2006